# Courlon-sur-Yonne
Pour les articles homonymes, voir Courlon (homonymie).
Courlon-sur-Yonne est une commune française située dans le département de l'Yonne et la région Bourgogne-Franche-Comté.

## Géographie
Courlon-sur-Yonne est un village rural situé sur la rive droite de l'Yonne, à 18 km au nord de Sens, et traversé dans toute sa longueur par la Départementale 23 qui, de Sens à Montereau, double dans la plaine la RN 6.

### Hydrographie
- L’Yonne, longue de 292,3 km[1], principal affluent gauche de la Seine.

### Climat
Pour des articles plus généraux, voir Climat de la Bourgogne-Franche-Comté et Climat de l'Yonne.
En 2010, le climat de la commune est de type climat océanique dégradé des plaines du Centre et du Nord, selon une étude du Centre national de la recherche scientifique s'appuyant sur une série de données couvrant la période 1971-2000. En 2020, Météo-France publie une typologie des climats de la France métropolitaine dans laquelle la commune est exposée à un climat océanique altéré et est dans la région climatique  Nord-est du bassin Parisien, caractérisée par un ensoleillement médiocre, une pluviométrie moyenne régulièrement répartie au cours de l’année et un hiver froid (3 °C). 
Pour la période 1971-2000, la température annuelle moyenne est de 11 °C, avec une amplitude thermique annuelle de 15,5 °C. Le cumul annuel moyen de précipitations est de 706 mm, avec 11,7 jours de précipitations en janvier et 7,5 jours en juillet. Pour la période 1991-2020, la température moyenne annuelle observée sur la station météorologique de Météo-France la plus proche, « La Brosse-Mx », sur la commune de La Brosse-Montceaux à 11 km à vol d'oiseau, est de 12,0 °C et le cumul annuel moyen de précipitations est de 652,9 mm. 
La température maximale relevée sur cette station est de 42,9 °C, atteinte le 25 juillet 2019 ; la température minimale est de −20,5 °C, atteinte le 17 janvier 1985,,. 
Les paramètres climatiques de la commune ont été estimés pour le milieu du siècle (2041-2070) selon différents scénarios d'émission de gaz à effet de serre à partir des nouvelles projections climatiques de référence DRIAS-2020. Ils sont consultables sur un site dédié publié par Météo-France en novembre 2022.

## Urbanisme

### Typologie
Au 1er janvier 2024, Courlon-sur-Yonne est catégorisée bourg rural, selon la nouvelle grille communale de densité à sept niveaux définie par l'Insee en 2022.
Elle est située hors unité urbaine. Par ailleurs la commune fait partie de l'aire d'attraction de Paris, dont elle est une commune de la couronne,. Cette aire regroupe 1 929 communes,.

### Occupation des sols
L'occupation des sols de la commune, telle qu'elle ressort de la base de données européenne d’occupation biophysique des sols Corine Land Cover (CLC), est marquée par l'importance des territoires agricoles (83,2 % en 2018), en diminution par rapport à 1990 (85,8 %). La répartition détaillée en 2018 est la suivante : 
terres arables (72,9 %), zones agricoles hétérogènes (10,3 %), forêts (6 %), zones urbanisées (4,4 %), eaux continentales (3,9 %), zones industrielles ou commerciales et réseaux de communication (2,5 %). L'évolution de l’occupation des sols de la commune et de ses infrastructures peut être observée sur les différentes représentations cartographiques du territoire : la carte de Cassini (XVIIIe siècle), la carte d'état-major (1820-1866) et les cartes ou photos aériennes de l'IGN pour la période actuelle (1950 à aujourd'hui).

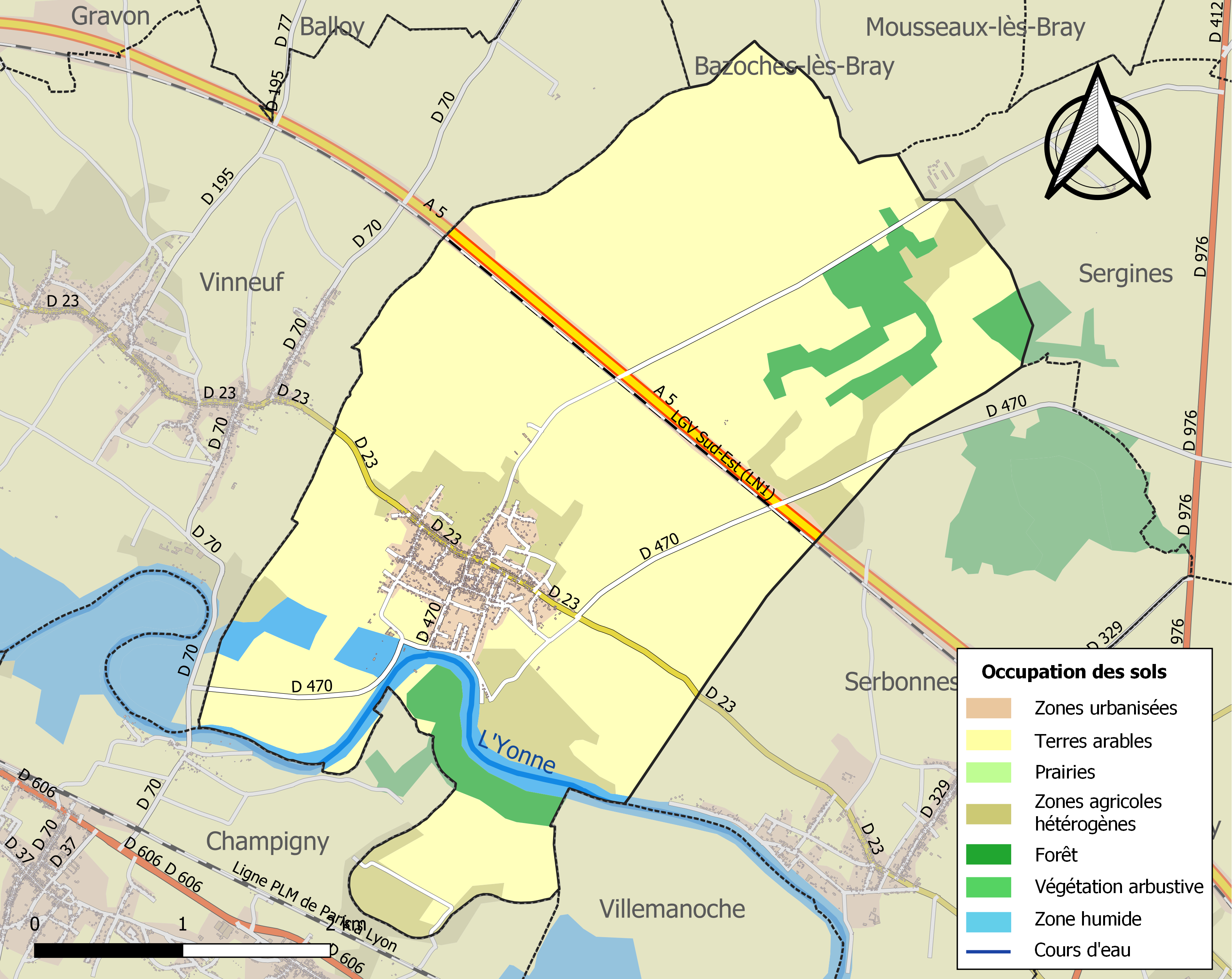
Carte des infrastructures et de l'occupation des sols de la commune en 2018 (CLC).

## Histoire

### Moyen Âge
Le nom du village, écrit aussi jadis Corlon et Courleon, s’est prêté à plusieurs étymologies. Il faut écarter le «cursus longus», ou «cours long», qui n’est qu’un plat calembour. On retient plus ordinairement le «Curteleonis» du IXe siècle, comme formé de «curtem», le domaine, et d’un nom d’homme germanique tel que Leto. Courlon eut donc été originairement: le «domaine de Leto». On propose aussi de faire dériver Courlon de l’expression latine «curule vadum» qui désignait un gué carrossable. Un tel gué se trouvait aussi en aval de Sens, sous le nom de Courchanvaux. Cette dernière étymologie a du moins le mérite d’expliquer l’implantation d’un village en ce point stratégique qui devait conditionner son histoire et le développement de son économie. Le gué de Courlon fut en effet pendant des siècles un important lieu de passage et de transactions entre les villages des deux rives de la basse Yonne. Ce trafic fut encore amélioré en 1851 par l’établissement d’un bac; mais la construction du pont de Champigny-sur-Yonne en 1865 lui fut fatal. Par contre, le barrage destiné à alimenter en eau le canal de dérivation creusé en 1878 lui fut bénéfique, créant un magnifique plan d’eau très apprécié des pêcheurs et aujourd’hui des amateurs de sport nautique.
La paroisse appartient au diocèse de Sens.
Courlon, sur le plan féodal, fait partie de la châtellenie de Bray-sur-Seine, et donc du comté de Champagne. Il s'ensuit que sur le plan judiciaire, Courlon a relevé du bailliage de Provins.

### La "Renaissance"
La fortune du village lui vaut de posséder des murailles. Avant 1560, une population variée de commerçants et d'artisans vit là. La proximité de l'Yonne fixe des voituriers par eau au hameau du Portillon.
Comme souvent en pareil cas, les murailles donnent un faux sentiment de puissance aux habitants lors des épisodes militaires. C'est ainsi que les habitants commencèrent à fermer les portes du bourg lorsque l'armée des Protestants du prince de Condé est venue ravager le Nogentais, le Braytois et Montereau. Ne pouvant faire face à tant de soldats, les habitants ont quitté les remparts pour aller se réfugier dans leur église paroissiale. Les Huguenots y massacrèrent les habitants : femmes et enfants compris. Quelques hommes ont voulu défendre chèrement leur vie dans le clocher. Les assiégeant leur promirent la vie sauve. La majorité s'est contentée de cette parole et fut aussitôt massacrée. Le curé remonta dans le clocher et refusa de se rendre. Il a préféré se jeter dans le vide. Avec cynisme, les assiégeants prétendirent qu'ils n'avaient nulle mauvaise intention contre lui, car il avait été un joueur de paume très apprécié de leur prince lors d'une partie récente tenue à Vallery. Il s'agit d'un des grands massacres perpétrés dans la contrée. Aucune plaque, panneau ou rue n'en rappelle l'existence. On doit relever que dans le village voisin de Serbonnes vivait la famille Clément, dont le fils Jacques, moine Jacobin à Paris puis à Sens, a assassiné le roi Henri III à Saint-Cloud en 1589. Il est très sommairement qualifié de "fanatique" (parce que moine?, Ligueur?, candidat combattant?).
Dès le Moyen Âge, Courlon avait assuré sa protection par une enceinte que forcèrent néanmoins pendant les guerres de Religion les huguenots quand, pour punir les habitants de ne pas leur avoir ouvert leur porte, ils mirent à sac, à feu et à sang tout le village et incendièrent l’église, le 23 septembre 1567. Plus tard, quand Henri IV s'efforça, entre 1590 et 1594, de se rallier Sens et le Sénonais, le duc de Nevers, craignant que Courlon ne servit de refuge aux ligueurs, fit démanteler ses remparts, ne laissant subsister que les fossés. En 1776, Courlon comptait 220 feux et 630 communiants. Son territoire comprenait 4 600 arpents dont 450 plantés en vigne. L’air, disait-on, y était très sain et il y avait toujours eu dans le pays beaucoup de vieillards. L’église paroissiale fut d’abord sous le patronage de l’abbaye de Sainte-Colombe, fondée près de Sens en 620 et qui détenait à Courlon un fief important, dépendant de la seigneurie de Bray. Mais en 1196 le droit de nomination du curé fut remis à l’archevêque. Toutefois, Sainte Colombe conservera sur le bourg et les lieux voisins, même après la transaction passée en 1736 avec le comte de Rochechouart, un droit de seigneurie qui lui rapportait environ 2 300 livres par an. L’abbé de Sainte-Colombe était à Courlon gros décimateur pour le blé et partageait avec le curé la dîme du vin. Tous les ans, une partie de cette dernière dîme était prélevée pour distribuer à chaque habitant, après la première messe de Pâques, un pain de 10 onces ½. L’église Saint-Loup (XIIIe siècle), témoin principal d’un riche passé, est classée monument historique depuis 1912. Elle fait l’objet d’importants travaux de restauration de ses maçonneries et couvertures. De larges fossés, dont il reste quelques vestiges, entouraient le village. La commune consacre une salle, ouverte l’été, au peintre Henri Montassier né à Courlon en 1880.

## Politique et administration

### Liste des maires
| Période   | Période   | Identité                  | Étiquette | Qualité |
| --------- | --------- | ------------------------- | --------- | --- |
| mars 1977 | mars 1978 | Raymond Marouzé           |           | |
| mars 1978 | mars 1980 | Roger Rebeyrat            |           | |
| mars 1981 | mars 1989 | Maurice Charles           |           | |
| mars 1989 | mars 1997 | Yvon Dauvergne            |           | |
| mars 1997 | mai 2020  | Jean-Jacques Percheminier | DVG       | Président de la Communauté de communes Yonne Nord (mars 2009 - mai 2011) et (2014-2018) Conseiller général du Canton de Sergines (mai 2011-2015) |

## Démographie
La commune est membre de la Communauté de Communes Yonne-Nord. Sa population est en évolution constante, régulière et maîtrisée.

L'évolution du nombre d'habitants est connue à travers les recensements de la population effectués dans la commune depuis 1793. Pour les communes de moins de 10 000 habitants, une enquête de recensement portant sur toute la population est réalisée tous les cinq ans, les populations de référence des années intermédiaires étant quant à elles estimées par interpolation ou extrapolation. Pour la commune, le premier recensement exhaustif entrant dans le cadre du nouveau dispositif a été réalisé en 2005.

En 2022, la commune comptait 1 191 habitants, en évolution de −0,08 % par rapport à 2016 (Yonne : −1,95 %, France hors Mayotte : +2,11 %).
| 1793  | 1800  | 1806  | 1821  | 1831  | 1836  | 1841  | 1846  | 1851  |
| ----- | ----- | ----- | ----- | ----- | ----- | ----- | ----- | ----- |
| 1 072 | 1 136 | 1 129 | 1 093 | 1 166 | 1 162 | 1 212 | 1 278 | 1 267 |

| 1856  | 1861  | 1866  | 1872  | 1876  | 1881 | 1886 | 1891 | 1896 |
| ----- | ----- | ----- | ----- | ----- | ---- | ---- | ---- | ---- |
| 1 177 | 1 185 | 1 110 | 1 037 | 1 006 | 938  | 947  | 904  | 896  |

| 1901 | 1906 | 1911 | 1921 | 1926 | 1931 | 1936 | 1946 | 1954 |
| ---- | ---- | ---- | ---- | ---- | ---- | ---- | ---- | ---- |
| 838  | 812  | 727  | 631  | 732  | 639  | 661  | 614  | 638  |

| 1962 | 1968 | 1975 | 1982 | 1990 | 1999 | 2005  | 2006  | 2010  |
| ---- | ---- | ---- | ---- | ---- | ---- | ----- | ----- | ----- |
| 677  | 728  | 710  | 720  | 876  | 988  | 1 125 | 1 148 | 1 164 |

| 2015  | 2020  | 2022  | - | - | - | - | - | - |
| ----- | ----- | ----- | - | - | - | - | - | - |
| 1 190 | 1 189 | 1 191 | - | - | - | - | - | - |

## Culture locale et patrimoine

### Lieux et monuments

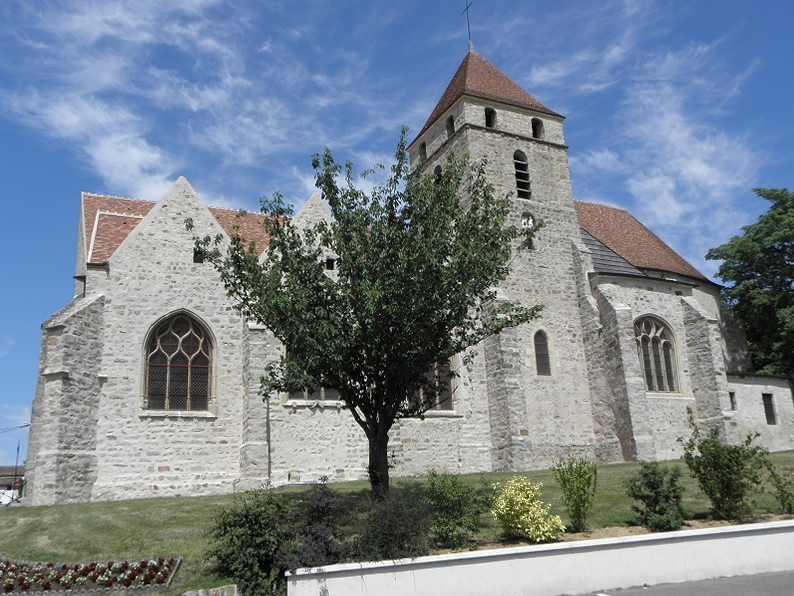
L'église paroissiale Saint-Loup.

- Église Saint-Loup, XIIIe siècle. Monument historique depuis 1912. L'église paroissiale, où la population fut massacrée dix ans avant la saint Barthélémy, dispose de magnifiques clés de voûte, de très grande hauteur.
- Les bords de L'Yonne.
- Anciens remparts démantelés à la demande de Henri IV entre 1590 et 1594.
- L'espace sportif Guy Roux inauguré par Guy Roux le 22 mai 2011.

### Personnalités liées à la commune
- Henri Montassier (1880-1946) : peintre.

## Pour approfondir